# Station Trbonje
Station Trbonje (Duits: Trofin) is een spoorwegstation aan de Drautalspoorlijn bij het dorp Trbonje in de gemeente Dravograd (Slovenië-Koroška).
Het station was vanuit het westen naar het oosten gezien het laatste station in Karinthië (Koroška) voor de grens met Stiermarken (Štajerska).
Omdat het gebied overwegend Sloveenstalig was (een slavische taal) werd het na 1918 bij het nieuwe Koninkrijk Joegoslavië (Zuid-Slavië) als Staat van Slovenen, Kroaten en Serven gevoegd.